# Driekoningenkerk (Noordgouwe)

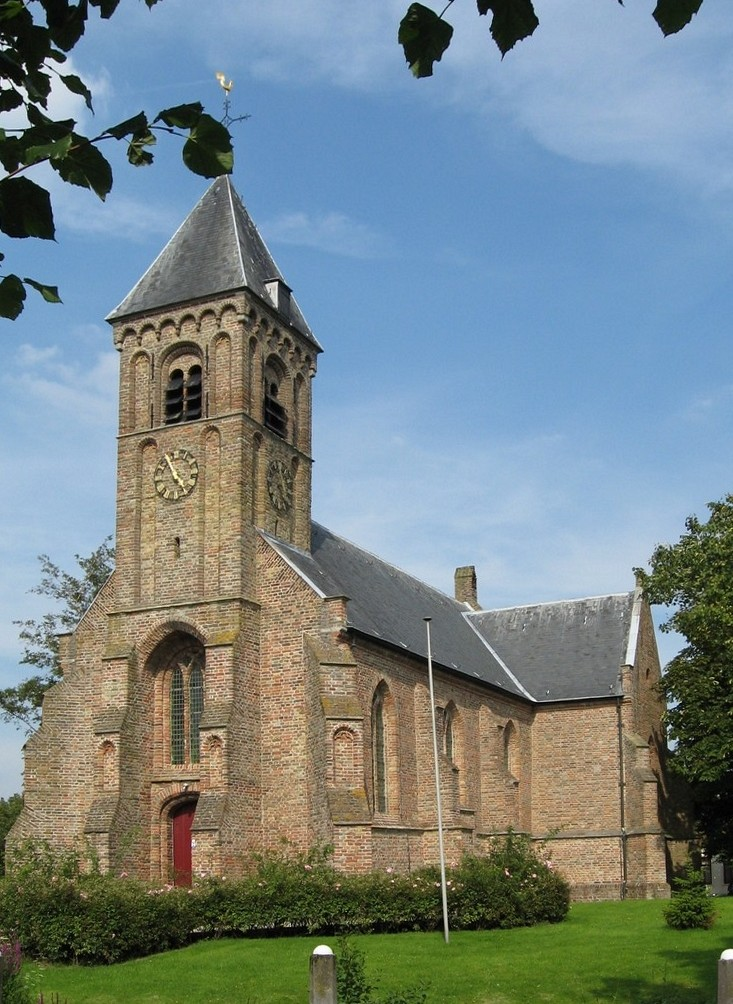
Die Driekoningenkerk zu Noordgouwe

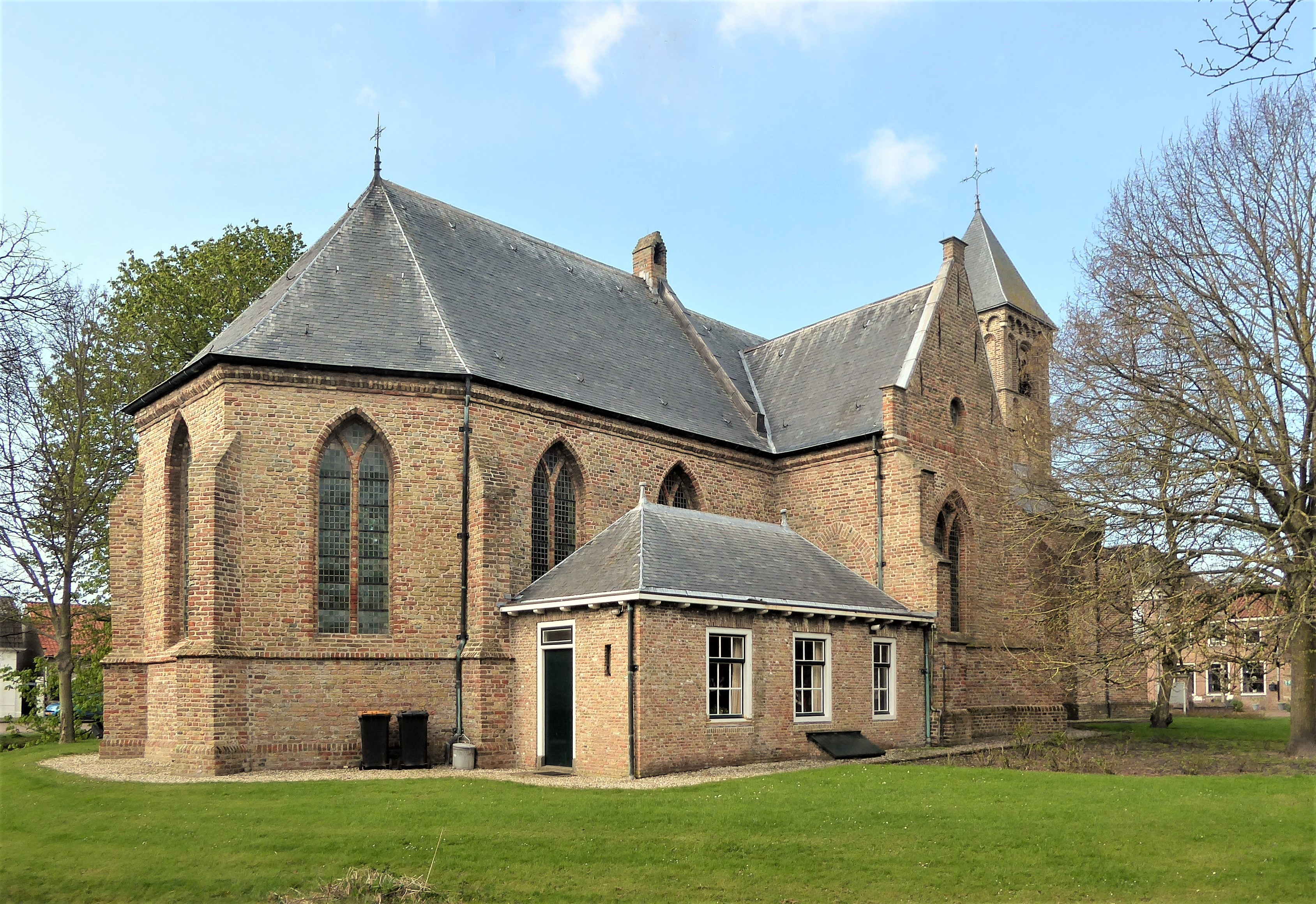
Die Driekoningenkerk, Blick zum Chor

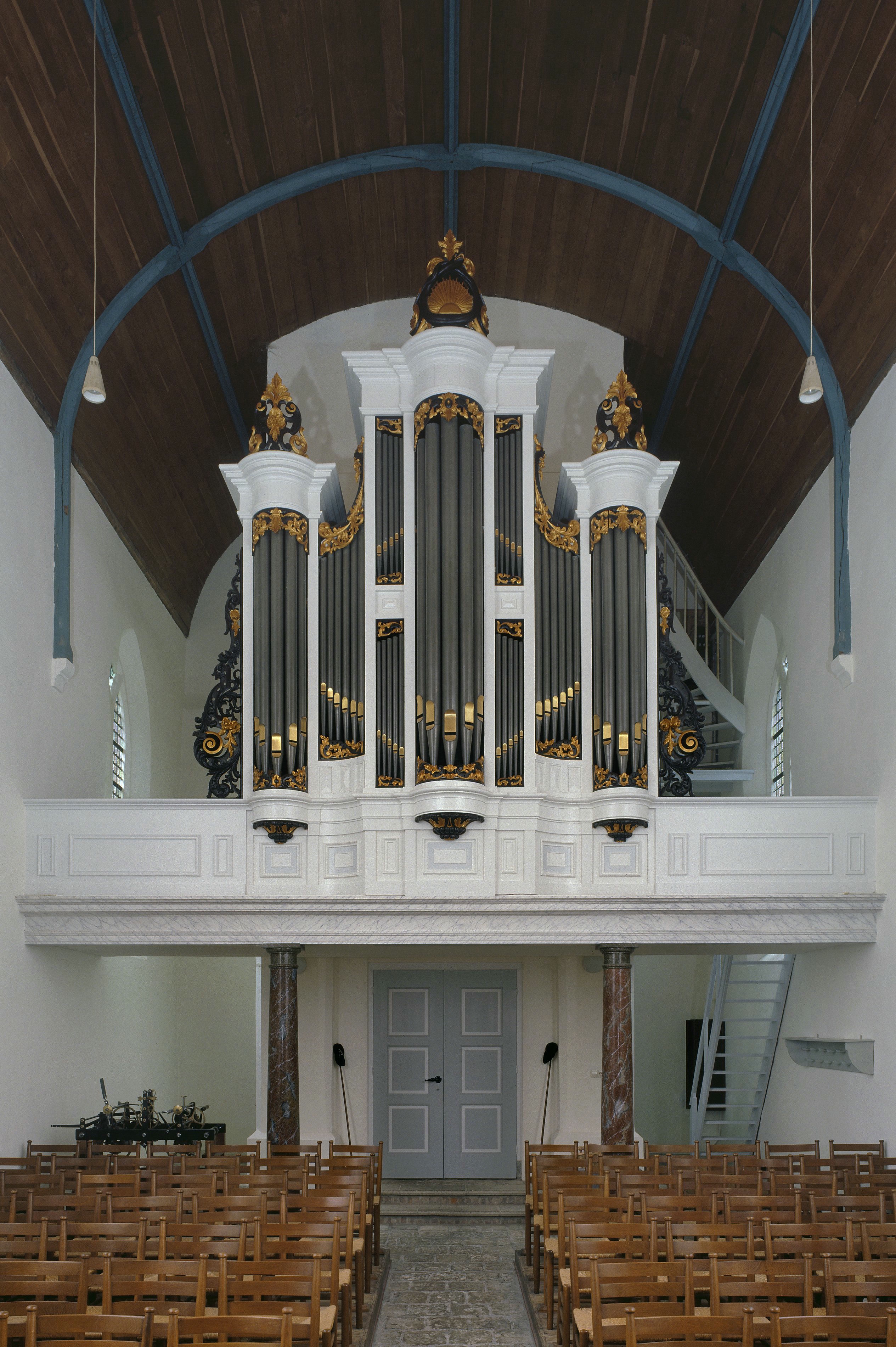
Orgel der Driekoningenkerk

Die Driekoningenkerk (deutsch Dreikönigenkirche) ist die evangelisch-reformierte  Pfarrkirche zu Noordgouwe (Gemeinde Schouwen-Duiveland) in der niederländischen Provinz Zeeland. Die Kirche steht als niederländisches Rijksmonument unter Denkmalschutz.

## Geschichte
Das bis zur Reformation den Heiligen Drei Königen geweihte Gotteshaus wurde ab 1462 unmittelbar neben dem 1434 gestifteten Kartäuserkloster Sion of de Berg Sion als einschiffige Kirche mit hölzernem Tonnengewölbe mit dreiseitig geschlossenem Chor und zwei querschiffartigen Kapellen mit Kreuzrippengewölbe erbaut. Mit Einführung der Reformation wurde die Driekoningenkerk und vor allem die Kartause mit der dem friesischen Missionar Jeroen geweihten Kirche verwüstet. 1577 nutzte man bei der Wiederherstellung der Pfarrkirche Steine vom Abbruch der Kartause. 1846 wurde die südliche Kapelle niedergelegt und die Kirche äußerlich mit neogotischen Verzierungen versehen. Bei der Flutkatastrophe von 1953 wurde der Sakralbau schwer in Mitleidenschaft gezogen. Bei den Wiederherstellungsarbeiten rekonstruierte man die südliche Kapelle und stellte das äußere Erscheinungsbild wieder her, indem die Veränderungen von 1846 rückgängig gemacht wurden. Die Kirche gehört heute mit Dreischor zur reformierten Streekgemeente innerhalb der Protestantischen Kirche in den Niederlanden.

## Orgel
Bei der Flut von 1953 wurde auch die Orgel, die 1924 eingebaut worden war – sie stammte aus einer anderen Kirche –, schwer in Mitleidenschaft gezogen. 1972 bauten die Gebrüder Van Vulpen eine neue Orgel in den restaurierten Orgelprospekt aus der zweiten Hälfte des 19. Jahrhunderts ein, mit einem Manual nebst Pedal und sechs Registern.